# Roy Williamson (Musiker)
Roy Williamson (* 25. Juni 1936 in Edinburgh; † 12. August 1990 in Forres) war ein schottischer Musiker und Instrumentenbauer.
Roy Murdoch Buchanan Williamson kam in Schottlands Hauptstadt Edinburgh als Sohn eines erfolgreichen Rechtsanwaltes aus Morayshire und der musikalisch begabten Tochter eines Hutmachers zur Welt. Nach dem frühen Tod seines Vaters wurden er und sein Bruder Robert auf Privatschulen geschickt. An der Eliteschule Gordonstoun reüssierte Roy unter anderem als Sportler, obwohl er ein Leben lang an Asthma litt. Später spielte er Rugby bei den Edinburgh Wanderers. Zur Musik kam er während eines Studiums an der Edinburgh College of Art, wo er zusammen mit Bill Smith und später Ronnie Browne das sehr erfolgreiche Corrie Folk Trio gründete. Das Trio wurde punktweise von der nordirischen Sängerin Paddie Bell ergänzt. Nach dem Auseinandergehen der Band 1965 gründeten Roy und Ronnie das Duo The Corries, das mit dem Tod von Williamson 1990 endete. Dieses Duo wurde mit ziemlicher Sicherheit die erfolgreichste musikalische Gruppierung, die es in Schottland je gab.
Roy Williamson ist auch der Verfasser der inoffiziellen schottischen Nationalhymne Flower of Scotland, die zum ersten Mal 1968 aufgeführt wurde. Er hat auch andere Lieder geschrieben. Zusätzlich war er der Erfinder der zwei als Combolin bekannte Musikinstrumente, die er auch teilweise selbst baute. Das von Williamson gespielte Instrument kombiniert eine Gitarre mit der 12-saitigen spanischen Bandurria. Brownes Instrument besteht aus einer Mischung der Gitarre und Mandoline mit vier zusätzlichen Basssaiten. Ähnlich wie bei einer indischen Sitar besitzen beide Combolins Resonanzsaiten, die mitschwingen. Das Combolin gilt als Vorläufer der mehrhalsigen Gitarren (auch als junger Musiker baute Williamson eine 28-saitige Gitarre). Nach seinem Tod gingen beide Instrumente in den Besitz eines Freundes und Instrumentenbauers über. Viele seiner anderen Instrumente wurden versteigert.
Die schottische Folklegende war zweimal verheiratet, in erster Ehe mit seiner Kommilitonin an Edinburgh College of Art, Violet (Vi) Thomson. Kurz vor seinem Tod heiratete er seine langjährige Freundin Nicky van Hurck. Mit Vi hatte er zwei Töchter, Karen und Sheena. Karen, die eine erfolgreiche Dressurreiterin wurde, starb 2005 mit 46 Jahren an Krebs.
Roy Williamson starb am 12. August 1990 im schottischen Forres an einem Gehirntumor.
| Personendaten    | Personendaten                              |
| ---------------- | ------------------------------------------ |
| NAME             | Williamson, Roy                            |
| KURZBESCHREIBUNG | schottischer Musiker und Instrumentenbauer |
| GEBURTSDATUM     | 25. Juni 1936                              |
| GEBURTSORT       | Edinburgh                                  |
| STERBEDATUM      | 12. August 1990                            |
| STERBEORT        | Forres                                     |